# آنا اندرسسون
آنا اندرسسون (انگلیسی: Anna Andersson؛ زادهٔ ۲۸ ژانویهٔ ۱۹۸۲) بازیکن هاکی روی یخ اهل سوئد است.